# Puncak Mandala
El Puncak Mandala o Mandala Peak (fins a 1963 Julianatop o Juliana Peak ) és una muntanya situada a la província de l'Alta Papua, Indonèsia. Amb 4.760 metres és el punt més alt de les muntanyes Jayawijaya i forma part dels Set Segons Cims. Després del Puncak Jaya (4.884 msm), 350 km a l'oest, el Mandala és la segona muntanya independent més alta d'Oceania, Australàsia, Nova Guinea i Indonèsia.
La primera ascensió del Puncak Mandala la va fer els membres d'una expedició holandesa a les muntanyes Star el 9 de setembre de 1959.